# Ifosfamida
La ifosfamida es un fármaco de quimioterapia anticanceroso ("antineoplásico" o "citotóxico"). Este medicamento se clasifica como "agente alquilante".

## Características
Los tumores cancerígenos se caracterizan por la división celular, que deja de ser controlada como en el tejido normal. Las células "normales" dejan de dividirse cuando entran en contacto con células similares, un mecanismo conocido como inhibición por contacto. Las células cancerosas pierden esta capacidad. En las células cancerosas se desequilibra el sistema de autorregulación que controla y limita la división celular. El proceso de división celular, ya sea en células normales o cancerosas, se realiza a través del ciclo celular. Este ciclo va de la fase de reposo, pasando por las fases de crecimiento activo, hasta la mitosis (división).
La capacidad de la quimioterapia para destruir las células cancerosas depende de su capacidad para detener la división celular. Usualmente, los fármacos actúan dañando el ARN o ADN que indica a la célula cómo realizar una copia de sí misma en la división. Si las células no pueden dividirse, mueren. Cuanto más rápido se dividan las células, habrá más probabilidades de que la quimioterapia destruya las células y el tumor reduzca su tamaño. Además, estos fármacos inducen al suicidio celular (muerte celular programada o apoptosis).
Los fármacos de quimioterapia que destruyen las células sólo durante la división se denominan específicos al ciclo celular. Los fármacos de quimioterapia que destruyen a las células cancerosas durante la fase de reposo se denominan no específicos al ciclo celular. La programación de la quimioterapia se realiza sobre la base del tipo de células, la velocidad con que se dividen y el momento en que un fármaco determinado probablemente sea eficaz. Es por esta razón que la quimioterapia normalmente se administra en ciclos.
La quimioterapia es muy efectiva para destruir las células que se dividen rápidamente. Desafortunadamente, la quimioterapia no reconoce la diferencia entre las células cancerosas y las células normales. Las células "normales" volverán a crecer y ser saludables pero, mientras tanto, se presentan efectos secundarios. Las células "normales" afectadas con mayor frecuencia por la quimioterapia son las células sanguíneas, las que se encuentran en la boca, el estómago y el intestino, así como los folículos pilosos; lo que provoca recuentos sanguíneos bajos, afecciones bucales, náuseas, diarrea y/o pérdida del cabello. Diferentes fármacos pueden afectar distintas partes del cuerpo.
La quimioterapia (fármacos antineoplásicos) se divide en cinco clases de acuerdo a su funcionamiento para destruir el cáncer. A pesar de que estos fármacos se dividen en grupos, algunos de los fármacos específicos se superponen. A continuación se enumeran los tipos de quimioterapia:
La ifosfamida está químicamente relacionada con la mostaza nitrogenada y posee una estructura química similar a la de la ciclofosfamida. La ifosfamida es un agente alquilante. Los agentes alquilantes son más activos en la fase de reposo celular. Estos fármacos no son específicos al ciclo celular. La ifosfamida pertenece a la categoría de derivados del gas mostaza.

## Indicaciones
- Cáncer testicular recurrente y tumores de células germinales
- Sarcomas (de tejido blando, sarcoma osteogénico, sarcoma de Ewing)
- Linfoma no Hodgkin
- Enfermedad de Hodgkin
- Cáncer de pulmón de células pequeñas y no pequeñas
- Cáncer vesical
- Cáncer de cabeza y cuello
- Cáncer de cuello uterino

## Administración
- La ifosfamida se administra por infusión en una vena (intravenosa, IV).
- La cantidad de ifosfamida que recibirá depende de muchos factores, incluso su altura y peso, el estado general de su salud y sus otros problemas de salud, y el tipo de cáncer o enfermedad que padece.

## Efectos secundarios
- Recuento bajo de glóbulos blancos (leucocitos) lo que aumenta el riesgo de sufrir una infección.
- Recuento bajo de plaquetas (lo que puede hacer que corra un riesgo mayor de padecer una hemorragia.
- Caída del cabello.
- Náuseas y vómitos. Suelen suceder 3-6 horas después del tratamiento y pueden durar hasta 3 días.
- Poco apetito.
- Presencia de sangre en la orina (cistitis hemorrágica). Se puede administrar el medicamento Mesna con el tratamiento de ifosfamida, o después de éste, para prevenir o disminuir la gravedad de este efecto secundario.
- Neurotoxicidad central (incluso somnolencia, confusión y, ocasionalmente, alucinaciones).
- Existe un riesgo leve de desarrollar cáncer en la sangre como leucemia después de tomar ifosfamida.
- La ifosfamida puede afectar su fertilidad, es decir la capacidad para concebir un hijo.